# Neznělá epiglotální frikativa
Neznělá epiglotální frikativa je souhláska vyskytující se v čečenštině, agulštině a jazycích haida a dahalo. Někdy může hraničit s výslovností neznělé faryngální frikativy (ħ), např. je možno jej nalézt jako netradiční a nářeční výslovnost arabského „ح“. V IPA má symbol [ʜ].
- Způsob artikulace: třená souhláska (frikativa). Vytváří se pomocí úžiny (konstrikce), která se staví do proudu vzduchu, čímž vzniká šum – od toho též označení úžinová souhláska (konstriktiva)
- Místo artikulace: epiglotála, uzávěra se vytváří mezi hrtanovou příklopkou (epiglotis) a aryepiglotickou řasou (plica aryepiglottica).
- Znělost: neznělá souhláska – při artikulaci jsou hlasivky v klidu. Znělým protějškem je ʢ.
- Ústní souhláska – vzduch prochází při artikulaci ústní dutinou.
- Pulmonická egresivní hláska – vzduch je při artikulaci vytlačován z plic.